# Sâncraieni
Sâncraieni là một xã thuộc hạt Harghita, România. Dân số thời điểm năm 2002 là 6194 người.